# کهیربرز بالا
کهیربرز بالا، روستایی در دهستان درگس بخش باهوکلات شهرستان دشتیاری در استان سیستان و بلوچستان ایران است.
این روستا یکی از روستا های محل نگهداری تمساح پوزه کوتاه است
این روستا دارای مردمانی خون گرم است .
این روستا از شهر چابهار ۱۵۰ کیلومتر فاصله دارد.
شغل مردم روستای کهیر برز بالا کشاورزی و مکانیکی میباشد میباشد.
این روستا یکی از مهد های مکانیکی در شهرستان دشتیاری است. 
دهیار فعلی:سعید آبخرایات 
شورای فعلی:آخرداد آبخرابات 
کد پستی:9977113445

## جمعیت
بر پایه سرشماری عمومی نفوس و مسکن در سال ۱۳۹۵، جمعیت این روستا برابر با ۵۷۳ نفر (۱۳۷ خانوار) بوده‌است.